# Сомалийское течение
Сомали́йское тече́ние — течение в Индийском океане у полуострова Сомали.
Меняет своё направление по сезонам, вызвано муссонными ветрами. В период летнего муссона (июль — август) при юго-западном ветре достигает в потоке ширины около 150 км и толщиной примерно 200 м. Летом вдоль восточного берега Сомали происходит подъём вод с глубины. Температура воды падает иногда до 13 °C (на поверхности), средняя температура летом — 21-25 °C. Зимой северо-восточный муссон перебивает Сомалийское течение и поворачивает его на юго-запад. Подъём вод с глубины практически прекращается. Средняя температура зимой — 25,5-26,5 °C.
Стандартный расход воды Сомалийского течения составляет 37 +/-5 Sv (в середине сентября).